# St. Vincent Indianapolis Hospital
St. Vincent Indianapolis Hospital é um hospital em Indianápolis, Indiana, Estados Unidos. É a principal instalação da St. Vincent Health que opera 20 unidades em mais de 46 condados de Indiana.